# Aaslaug Aasland
Aaslaug Aasland (Sandnes, 11 de agosto de 1890 – Oslo, 30 de agosto de 1962) foi um política norueguêsa, membra do Partido Trabalhista (A/Ap). Foi ministra dos Assuntos Sociais entre 1948 e 1953, nos governos dos primeiros-ministros Einar Gerhardsen (1948–1951) e Oscar Torp (1951–1953).

## Biografia
Aaslaug Aasland nasceu em Sandnes — na época, parte dos Reinos Unidos da Suécia e Noruega e, desde 1905, parte da Noruega — sendo filha de Hans Aasland (1855–1901) e Hanna Marie Nielsen (1857–1957). Realizou seu exame, em 1916, e estudou na Real Universidade Federicana (atual Universidade de Oslo), onde se formou como advogada, em 1922. Durante um breve período, trabalhou para o magistrado de estipêndios no distrito de Alta e, depois, no Conselho Nacional de Mulheres de Noruega entre 1924 e 1931, foi inspetora de uma prisão entre 1931 e 1936 e foi inspetora do trabalho entre 1936 e 1945. Em 1945, também de forma breve, foi diretora do Cárcere de Mulheres de Bredtveit, que havia sido um campo de concentração durante a ocupação alemã na Segunda Guerra Mundial.
Após o fim da guerra e, após a posse do segundo governo de Einar Gerhardsen, serviu como ministra consultora no Ministério de Assuntos Sociais. Permaneceu no cargo até 1948, quando foi nomeada ministra dos Assuntos Sociais, sucedendo a Sven Oftedal. Foi a primeira mulher a ocupar um cargo ministerial – Kirsten Hansteen a precedeu como ministra, em 1945, mas em cargo consultivo – e também a primeira ministra mulher a ser membro do Partido Trabalhista.
As opiniões sobre o seu desempenho no ministério foram divididas. De acordo com o historiador e cientista político Trond Nordby, era uma ministra do governo particularmente fraca, pois "não conseguia fazer nada sozinha" (esta afirmação foi baseada em entrevistas realizadas com os seus sucessores, Rakel Seweriin e Gudmund Harlem, ambos do mesmo partido político dela).
Após deixar o cargo de ministra, trabalhou como subsecretária no mesmo ministério, entre 1954 e 1955.
Morreu, em 30 de agosto de 1962, em Oslo, solteira.